# Tor Enge
Tor Enge (Stavanger, 29 novembre 1945 – Stavanger, 29 febbraio 2024) è stato un calciatore norvegese, di ruolo portiere.

## Carriera
Enge vestì la maglia del Brann dal 1973 al 1974.
Giocò 4 partite nel corso della Coppa delle Coppe 1973-1974, la prima delle quali datata 19 settembre 1973, nella vittoria per 2-3 sul campo del Gżira United.
In totale, indossò la casacca del Brann in 43 occasioni.